# Барним VII
Барним VII (Старший) (1403 — 24 августа 1449/29 августа 1450) — герцог Померании-Вольгаста из династии Грифичей (1405—1449/1450).

## Биография
Младший (второй) сын Барнима VI (ок. 1365—1372 — 1405), герцога Вольгастского (1394—1405), и Вероники Нюрнбергской.
В 1405 году после смерти Барнима VI герцогство Вольгастское унаследовали его сыновья Вартислав IX и Барним VII. До 1415 года они находились под опекой своего дяди Вартислава VIII (1373—1415), герцога Бартского и Рюгенского. В 1415—1423 годах Барним VII пребывал под опекой своего старшего брата Вартислава IX.
В 1417 году герцоги-соправители Вартислав IX и Барним VII получил в ленное владение Рюгенское герцогство (лен Священной Римской империи) от германского императора Сигизмунда Люксембургского.
В 1420 году Барним VII участвовал в боях с датчанами в Шлезвиге и в последующих мирных переговорах. Только в 1425 году герцог Барним VII стал самостоятельно править после возвращения из паломничества в Палестину, получив поддержку Эрика Померанского. Формально Барним VII управлял частью Вольгасткого герцогства после раздела отцовских владений в декабре 1425 года. Но фактически он проживал в Гюцкове и именовался «господином на Гюцкове». Он был страстным охотником и из-за своего увлечения получил прозвище «Psiarz».
Дата его смерти остаётся неизвестна. 24 августа 1449 года был составлен документ, в котором Барним VII упоминается со своим двоюродным братом Барнимом VIII Младшим. Померанский историк Томас Кантцов (1505—1542) сообщал, что в день заключения договора между герцогами Щецина и Мекленбурга (29 августа 1450) Барним VII уже не был жив.
Барним VII не был женат, хотя существовали планы заключения брака с мазовецкой княжной, в рамках возможного союза с Польским королевством.
Барним VII скончался в Гюцкове в 1449/1450 году.